# Clafoutis

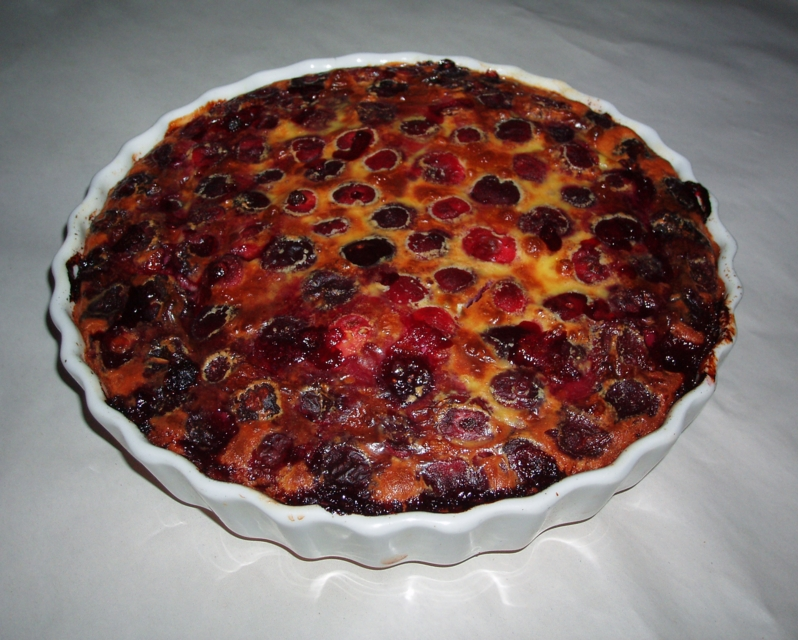
Clafoutis

Clafoutis är en fransk efterrätt som typiskt görs genom att bär (ofta körsbär) läggs i en ugnsform och en sorts pannkakssmet hälls över, varefter hela formen gräddas i ugnen. Bakverket kommer ursprungligen från Limousin.
När andra sorters frukt, till exempel plommon, äpplen, tranbär eller björnbär används istället för körsbär, kallas kakan istället "flognarde" (alternativ stavning "flaugnarde").
Etymologi
Enligt en rapporterad teori så kommer rättens namn från Occitan clafotís, från verbet clafir, vilket betyder "att fylla" (underförstått: "smeten med körsbär"). En annan teori är att clafir kommer från gammal franskans claufir, vilket betyder "att fixera med spik," förklarat som att körsbären har utseendet av spikhuvuden.